# Efezino
Efezino Majiri Akpo (Delta, 22 de março de 1992), conhecida profissionalmente como Efezino, é uma cantora e compositora nigeriana. Sua música mistura Afro-pop, Folk e Soul, com letras que exploram temas como amor, autodescoberta e cultura africana. Ela ganhou destaque por meio de sua participação em competições de talentos, colaborações com notáveis artistas africanos e seu single de estreia, Amere.

## Infância e educação
Efezino nasceu no estado do Delta, Nigéria, em uma família com forte formação musical. Ela cresceu em Warri, onde sua paixão pela música começou aos 8 anos, cantando no coral de sua igreja. Com o tempo, ela se inspirou em diversos gêneros musicais, incluindo Jazz, Pop, Folk e Soul.
Em 2014, ela obteve o título de Bacharel em Anatomia Humana pela Delta State University.

## Carreira
A carreira profissional de Efezino começou quando ela ganhou o concurso de talentos "Who Sings Best" aos 17 anos. Mais tarde, ela participou da primeira e terceira temporadas do Nigerian Idol, alcançando o top seis durante a terceira temporada. Em 2017, ela competiu na segunda temporada do The Voice Nigeria, avançando para as rodadas de shows ao vivo.
Ela trabalhou como cantora de demonstração para vários artistas internacionais, incluindo Rihanna, Brandy e Asa, e forneceu vocais de apoio para músicos africanos proeminentes como Simi e Adekunle Gold. Ela também colaborou com artistas como The Cavemen, Paul Okoye (Rudeboy), Zoro e Falz.
A voz de Efezino foi apresentada em vários jingles de marcas, incluindo os da Delta Soap, Maggi e Fix it on the go da DStv.

## Lançamentos musicais
Efezino lançou seu EP de estreia, Amere, em 2019, que foi seguido por Memory Box em 2024, Este último, uma coleção de canções que refletem suas experiências pessoais, foi elogiado como uma aula magistral de narrativa.

## Discografia

### EPs
- Amere (2019)[3]
- Memory Box (2024)[6]

### Singles
- Amere (2018)[8]
- Totori (2021)[9]
- Ulome (2021)[10]

## Toure apresentações
Em 2022, Efezino se juntou à cantora nigeriana Simi em uma turnê pelos Estados Unidos, apresentando sua música para um público internacional.